# Ligaria teretiflora
Ligaria teretiflora är en tvåhjärtbladig växtart som först beskrevs av Carlos Toledo Rizzini, och fick sitt nu gällande namn av J. Kuijt. Ligaria teretiflora ingår i släktet Ligaria och familjen Loranthaceae. Inga underarter finns listade i Catalogue of Life.